# Saga o dżudo
Saga o dżudo (jap. 姿 三四郎 Sugata Sanshirō) – dramat produkcji japońskiej z 1943 roku, w reżyserii Akiry Kurosawy. Drugą częścią filmu jest Saga o dżudo II. Zdjęcia kręcono w Jokohamie.

## Opis fabuły
Głównym bohaterem filmu jest Sugata, który rozpoczyna naukę w szkole dżudo. Poznając techniki tej sztuki walki, Sanshirō kształtuje swój charakter i uczy się wielu nowych rzeczy o sobie. Historia toczy się w latach 80. XIX wieku.

## Obsada
- Denjirō Ōkōchi – Shōgorō Yano
- Susumu Fujita – Sanshirō Sugata
- Yukiko Todoroki – Sayo Murai
- Ryūnosuke Tsukigata – Gennosuke Higaki
- Takashi Shimura – Hansuke Murai
- Ranko Hanai – Osumi Kodana
- Sugisaku Aoyama – Tsunetami Iimura

i inni